# تلمبه مظهری
تلمبه مظهری یک منطقهٔ مسکونی در ایران است که در دهستان زنگی‌آباد واقع شده‌است.